# Mare Island

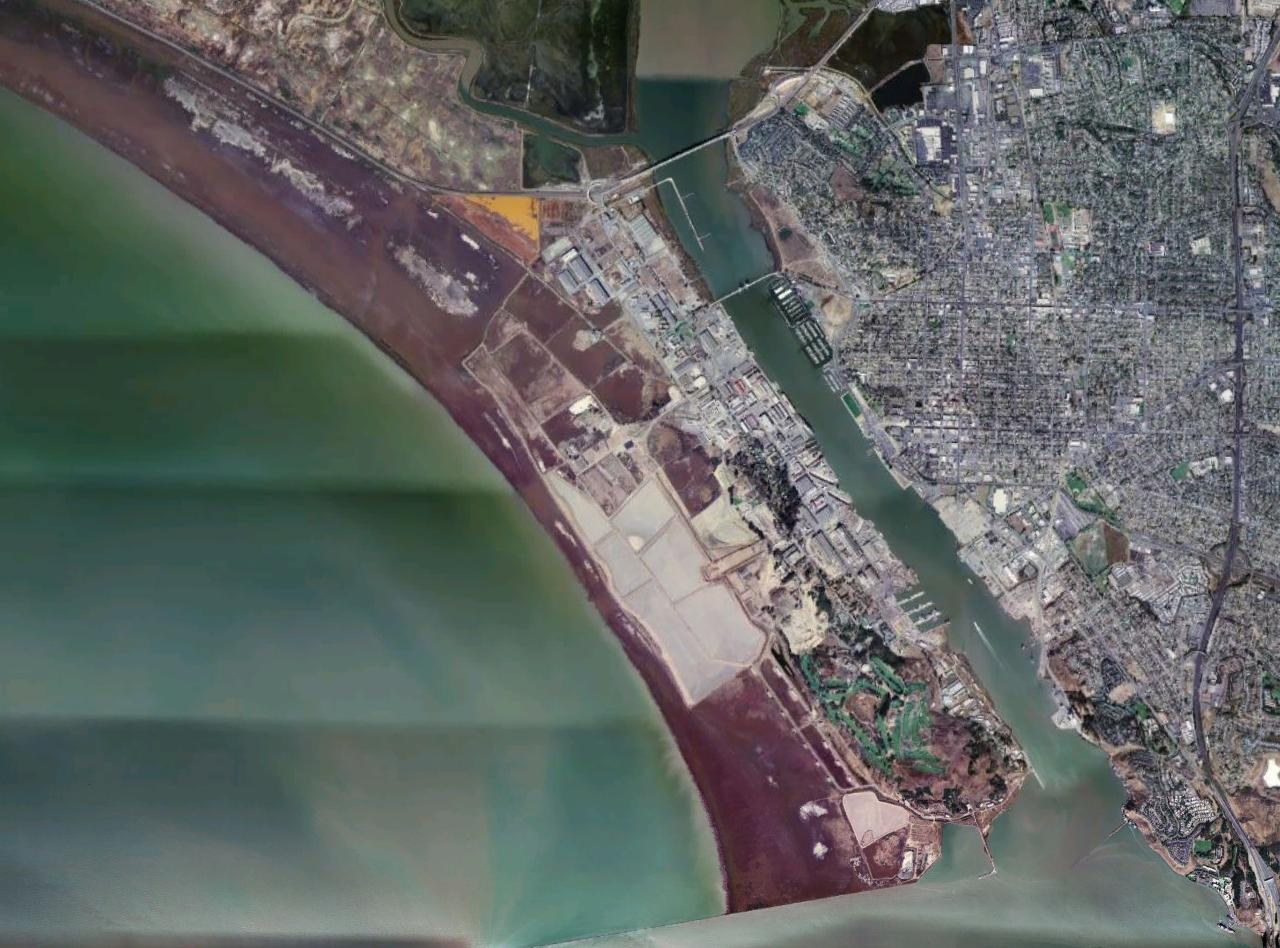
Luchtfoto van het zuidelijk deel van Mare Island

Mare Island (wat in het Nederlands merrie-eiland betekent) is een schiereiland in de Amerikaanse stad Vallejo (Californië). Het schiereiland bevindt zich zo'n 37 kilometer ten noordoosten van San Francisco. Ten oosten van Mare Island loopt de Napa, die in de Straat van Carquinez uitmondt. Ten westen van het schiereiland ligt de San Pablo Bay, waarop de Straat van Carquinez aansluit. Hoewel er kleine kanaaltjes zijn die het schiereiland soms van het land afscheiden, is Mare Island in eerste instantie een schiereiland en geen eiland.

## Bereikbaarheid
Mare Island is aan de noordzijde bereikbaar via de State Route 37 en de zuidelijker gelegen Mare Island Causeway verbindt het schiereiland met de rest van Vallejo.
Onder andere Touro University en kantoren van het Vallejo City Unified School District bevinden zich op het schiereiland.